# Montgomery (släkt)
För andra innebörder av Montgomery, se Montgomery.
Montgomery är en släkt med många grenar. Släkten är av brittiskt, ursprungligen normandiskt ursprung.

## Montgomery i Storbritannien
En en engelsk ätt, ursprungligen härstammande från Normandie, känd sedan 1000-talets början och nära besläktad med det franska kungahuset. En släktmedlem överflyttade vid mitten av 1100-talet till Skottland och blev stamfar för en vitt utgrenad släkt, som även spritt sig till Irland, USA, Frankrike och Sverige. En andra släktmedlem gav sitt namn till walesisk staden Montgomery, varifrån grevskapet Montgomeryshire.
Släktskapet mellan de olika grenarna av släkten Montgomery är dock mycket osäkert. Det av den svenska grenen använda vapnet kan beläggas första gången i Skottland på 1400-talet.

## Medlemmar av släkten
- Gabriel Montgomery (död 1574), greve och militär
- James Montgomery (1771-1854), brittisk poet
- Bernard Montgomery (1887-1976), brittisk fältmarskalk

## Montgomery i Sverige
En gren av släkten lever i Sverige sedan mitten av 1700-talet, då John Montgomery (1695–1764) flyttade från Skottland till Sverige, där han bland annat köpte ett antal bruk. Han naturaliserades som svensk adelsman 1736.
Ytterligare en i Sverige boende släkt med samma namn som stammade från David Christoff Montgomery (1642–1708) som 1700 erhöll överstelöjtnants avsked ur svensk tjänst 1700 adopterades år 1774 och introducerad med samma nummer, eftersom de ansågs ha samma ursprung. Montgomery introducerades på Sveriges Riddarhus år 1776, som adlig släkt nr 1 960. Då den äldre ättegrenen uppflyttades som kommendörsätt 1786 med nr 1960 A erhöll den andra ätten nr 1960 B. Den immatrikulerades på finska riddarhuset 1818.

### Montgomery-Cederhielm
John Montgomerys sonson Josias erhöll av sin morfar friherre Josias Carl Cederhielm fideikommisset Segersjö i Närke och antog därför efternamnet Montgomery-Cederhielm för sig och sin äldste son att ärvas i manlig primogenitur. Äldste son till denne var Robert Montgomery-Cederhielm, gift med Cecilia Nordenfelt.

## Personer tillhöriga svenska adliga ätten Montgomery
- John Montgomery (1695-1764), bruksägare
- Robert Montgomery (1737-1798), överste och deltagare i anjalaförbundet
- Gustaf Adolf Montgomery (1792-1861), militär, ämbetsman och författare
- Robert Montgomery-Cederhielm (1820-1888), godsägare och politiker
- Robert Montgomery (1834-1898), finländsk jurist och politiker
- Edvard Montgomery (1852-1911), bruksägare och politiker
- Albert Montgomery (1852–1913), fängelsedirektör och översättare
- William Montgomery (1859-1921), godsägare och politiker
- Arthur Montgomery (1889-1976), ekonom
- Henry Montgomery (född 1943), psykolog